# Girimukti (Kasokandel)
Girimukti is een bestuurslaag in het regentschap Majalengka van de provincie West-Java, Indonesië. Girimukti telt 4173 inwoners (volkstelling 2010).